# Isopogon petiolaris
Isopogon petiolaris är en tvåhjärtbladig växtart som beskrevs av Allan Cunningham och Robert Brown. Isopogon petiolaris ingår i släktet Isopogon och familjen Proteaceae. Inga underarter finns listade i Catalogue of Life.